# كاليب هيثكوت
كاليب هيثكوت هو سياسي أمريكي، ولد في 6 مارس 1665 في تشيسترفيلد في المملكة المتحدة، وتوفي في 28 فبراير 1721 في نيويورك في الولايات المتحدة. انتخب عمدة مدينة نيويورك (1711 – 1714) وانتخب عمدة مدينة نيويورك.